# William Howard Russell
William Howard Russell (Condado de Dublin, 28 de março de 1821 – Londres, 11 de fevereiro de 1907) foi um jornalista irlandês, considerado o primeiro correspondente de guerra da História da Imprensa.

## Biografia

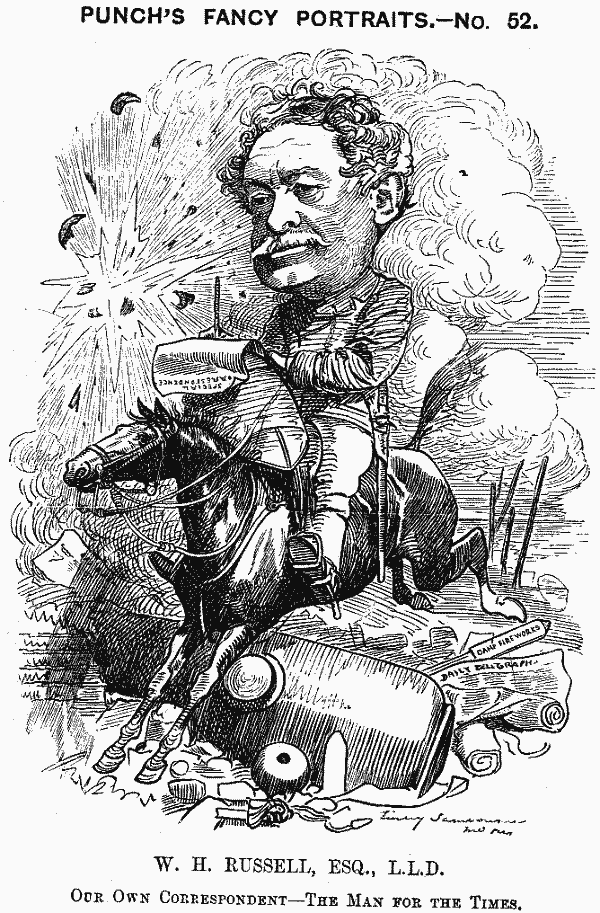
Caricatura da revista Punch de 1881: "Nosso próprio correspondente — O Homem do Times"

Russell nasceu em Lilyvale, no condado de Dublin, na Irlanda, e estudou no Trinity College de Dublin, e também em Cambridge, por pouco tempo. Trabalhou como jornalista para o jornal The Times na Irlanda como repórter setorista do parlamento a partir de 1843. Quando eclodiu a Guerra da Crimeia, em 1854, Russell foi enviado como correspondente especial, o primeiro a ser mandado para a frente de batalha. Apesar de suas matérias refletirem os pontos de vista prevalecentes no Reino Unido à época (antiotomanos e antifranceses) e incluírem descrições de eventos que ele não poderia ter presenciado pessoalmente, elas foram enormemente significativas: pela primeira vez, o público britânico pôde ler sobre a realidade do campo de batalha. Chocada e ultrajada, a opinião pública revoltada pressionou o governo de Londres a reavaliar o tratamento dado às tropas e levou ao envolvimento de Florence Nightingale com o conflito, revolucionando a medicina de guerra e levando, posteriormente, à fundação da Cruz Vermelha. Russell passou o mês de dezembro de 1854 em Istambul, de férias, e retornou no início de 1855. Ele era amigo do marechal britânico Fitzroy Somerset, Barão de Raglan, e evitava criticá-lo, mas era desafeto de William John Codrington, que se tornou comandante das tropas inglesas em 1855. Russell deixou a Criméia em dezembro de 1855, substituído pelo correspondente do Times em Istambul.
Em 1856, Russell foi mandado para Moscou para cobrir a coroação do czar Alexandre II da Rússia. No ano seguinte, foi para a Índia, onde testemunhou o cerco de Lucknow (1858). Em 1861, Russell foi enviado para Washington, onde cobriu a Guerra de Secessão. Mais tarde, publicou um diário com relatos de sua temporada na Índia, a guerra civil nos EUA e a Guerra Franco-Prussiana, descrevendo a recetividade dos generais anglófonos prussianos como Leonard von Blumenthal. Russel retornou à Inglaterra em 1863. Em julho de 1865, Russell viajou no navio Great Eastern para documentar a instalação do cabo telegráfico submarino transatlântico e escreveu um livro sobre a viagem, com ilustrações a cores de Robert Dudley.
Os despachos via telégrafo que enviou da Guerra da Crimeia permanecem como seu legado mais duradouro, por ter pela primeira vez levado as realidades da guerra, boas e más, aos leitores. Assim, ajudou a diminuir a distância entre o conflito e a opinião pública. Sua descrição do incêndio de Paris durante a Comuna de 1871 é vista como seu maior triunfo de reportagem e redação. As reportagens de Russell aparecem com destaque no livro Breaking News, de 2003, do poeta norte-irlandês Ciaran Carson.
Russell foi armado cavaleiro britânico em maio de 1895. Casou-se duas vezes. Nas eleições gerais britânicas de 1869, Russell concorreu como candidato ao parlamento pelo partido conservador pela circunscrição de Chelsea, em Londres, mas não foi eleito. Ele se aposentou como correspondente de guerra em 1882 e fundou o jornal Army and Navy Gazette (Gazeta do Exército e da Marinha).